# تومر بار
تومر بار (به عبری: תומר בר‎ زادهٔ ۱۹۶۹) یک ژنرال‌ اسرائیلی است که در حال حاضر فرماندهی نیروی هوایی اسرائیل را بر عهده دارد. پیش از انتخاب او به عنوان جانشین آمیکام نورکین به‌عنوان فرمانده نیروی هوایی، بار به عنوان رئیس اداره طراحی نیروی ارتش‌ اسرائیل خدمت می‌کرد.

## زندگی‌نامه
بار در سال ۱۹۶۹ یکی از شش فرزند ارلا و ناتان بار به دنیا آمد. وی در سال ۱۹۸۷ در ارتش اسرائیل ثبت نام کرد و در سال ۱۹۸۹ دوره خلبانی را با درجه ممتاز به پایان رساند.
او به عنوان خلبان جنگنده اف-۱۶ با اسکادران‌های ۱۱۰، ۱۱۶ و ۱۴۰ خدمت کرد. پس از مدتی تحصیل در ایالات متحده، در سال ۱۹۹۸ به عنوان خلبان اف-۱۵ در اسکادران ۱۳۳ منصوب شد.
از سال ۱۹۹۹ تا ۲۰۰۲ به عنوان رئیس واحد عملیات در ستاد نیروی هوایی خدمت کرد. در سال ۲۰۰۵، بار به فرماندهی اسکادران ۶۹ منصوب شد که به اف-۱۵۱ مجهز بود و در طول جنگ دوم لبنان فرماندهی اسکادران را بر عهده داشت. در طول مدت تصدی وی، اسکادران عملیات باغ میوه، انهدام یک سایت هسته‌ای سوریه را در ۶ سپتامبر ۲۰۰۷ انجام دادند. او در طول خدمت خود به مدت سه سال به عنوان رئیس بخش عملیات نیروی هوایی  از جمله در طول عملیات سرب گداخته خدمت کرد. در سال ۲۰۱۰ به فرماندهی آکادمی پرواز نیروی هوایی اسرائیل منصوب شد و تا سال ۲۰۱۲ در این سمت خدمت کرد.
در فوریه ۲۰۱۲ به درجه سرتیپی ارتقا یافت و به فرماندهی پایگاه هوایی تل نوف منصوب شد و در آنجا در آموزش اپراتورهای پهپاد شرکت کرد و در عملیات ستون ابر فرماندهی پایگاه را بر عهده گرفت. وی در ۱۷ اکتبر ۲۰۱۷ به عنوان رئیس ستاد نیروی هوایی منصوب شد و تا ۲۲ اکتبر ۲۰۱۹ در این سمت، از جمله در حادثه فوریه ۲۰۱۸ اسرائیل و سوریه خدمت کرد. وی در ۱۸ ژوئن ۲۰۲۰ به درجه سرلشکری ارتقا یافت و در ۲۱ ژوئن به عنوان رئیس اداره طراحی نیروی ارتش اسرائیل منصوب شد.
در سپتامبر ۲۰۲۱، وی به عنوان انتصاب بعدی فرمانده نیروی هوایی ارتش اعلام شد و در ۴ آوریل ۲۰۲۲، بار به عنوان فرمانده نیروی هوایی ارتش منصوب شد و جانشین سرلشکر آمیکام نورکین شد.
در طول سال ۲۰۲۳، او با چالش خلبانان ذخیره نیروی هوایی مواجه بود که به عنوان بخشی از مشارکت آنها در اعتراضات اصلاحات قضایی اسرائیل در سال ۲۰۲۳، از خدمت در اعتراض خودداری می‌کردند. در ژوئیه ۲۰۲۳، در پاسخ به حملات سیاستمداران و فعالان راست‌گرا علیه ارتش اسرائیل در جریان اعتراضات، اظهار داشت که «اظهارات تندی که علیه ارتش اسرائیل و نیروی هوایی، اعم از خدمات اجباری و ذخیره در روزهای اخیر گفته شد، وجود ندارد. در جامعه ما برای چنین اظهاراتی جای می‌گیرد و هتک حرمت می‌کند و لطمه زیادی به انسجام نیروهای ما وارد می‌کند.» در ۳ اکتبر ۲۰۲۳، بار اولتیماتومی را به خلبانان معترض به اصلاحات قضایی که از خدمت سربازی می‌کردند، صادر کرد که تا ۱۷ اکتبر به خدمت بازگردند یا در خطر اخراج از نیروی هوایی هستند.
در ۷ اکتبر ۲۰۲۳، گروه شبه نظامی حماس حمله غافلگیرانه‌ای را به اسرائیل انجام داد که منجر به کشته شدن صدها سرباز و غیرنظامی اسرائیلی شد. نیروی هوایی تحت فرماندهی بار وی در عملیات مهار تروریست‌هایی که در جریان حمله به اسرائیل نفوذ کرده بودند، شرکت کرد. همچنین در طول جنگ اسرائیل و حماس حملات شدیدی را در نوار غزه و لبنان انجام داد و نقش مهمی در مقابله با حملات ایران علیه اسرائیل در آوریل ۲۰۲۴ داشت. در طول جنگ، او چندین عملیات هوایی جنگی را نیز انجام داد.

## جوایز
تومر بار برای خدماتش در طول سه درگیری سه نوار کمپین دریافت کرد.
|  |  |  |

| جنگ دوم لبنان | منطقه امنیتی جنوب لبنان | عملیات لبه محافظ |